# 의적 실버브레이드
《의적 실버브레이드》(영어: The Lady and the Highwayman)는 1989년에 제작된 영국 영화이다.

## 출연
- 휴 그랜트 - 루시우스
- 리세트 안소니 - 펜시아
- 에마 샘스 - 바바라
- 마이클 요크 - 찰스 2세
- 올리버 리드 - 필립 경

## 한국판 성우진(SBS)
- 김세한 - 루시우스(휴 그랜트)
- 이향숙 - 펜시아(리세트 안소니)
- 김정애 - 바바라(에마 샘스)
- 이재명 - 찰스 2세(마이클 요크)
- 온영삼 - 필립 경(올리버 리드)
- 최옥희 - 발리턴(클레어 블룸)
- 정경애 - 마사(스테파니 피트)
- 김영민 - 루돌프(크리스토퍼 카제노브)
- 문영래 - 상사(가레스 헌트)
- 유명숙 - 여왕(람야 데르발)
- 정동열 - 드라이스데일(이언 배넌)